# Hassan Roudbarian
Hassan Roudbarian (Qazvin, 6 luglio 1978) è un ex calciatore iraniano, portiere.

## Palmarès

### Club
- Campionato iraniano

Pas Tehran: 2003–2004
Persepolis: 2007–2008

### Nazionale
- Giochi asiatici: 1

2006